# Forêt de la Crête
La forêt de la Crête est une forêt départemento-domaniale et régionale française de l'île de La Réunion, département d'outre-mer dans le sud-ouest de l'océan Indien.
Elle est située dans les Hauts du territoire communal de Saint-Joseph entre la rivière Langevin à l'ouest et la ravine Basse Vallée, parallèle, à l'est. Au nord, elle est prolongée par le Foc-Foc, qui donne lui-même sur l'Enclos Fouqué, la dernière caldeira formée par le piton de la Fournaise. Elle est située en grande partie dans le parc national de La Réunion.

## Faune
On trouve dans la forêt de la Crête l'une des deux sous-espèces de geckos verts des Hauts, Phelsuma borbonica mater.

## Flore
La végétation est composée de bois de couleur des Hauts ; les troncs sont colonisés par les plantes épiphytes, dont de remarquables orchidées.